# Дрейтон, Билл
Билл Дрейтон (англ. William "Bill" Drayton; род. 1943 года, Нью-Йорк) — социальный предприниматель и менеджер, основатель и председатель некоммерческого фонда «Ашока: Инновации для общества» (англ. Ashoka: Innovators for the Public), занимающегося поиском и фондированием социальных предпринимателей по всему миру.
Дрейтор также председатель «Сообщества зелёных» (англ. Community Greens), «Ашока: Инновации для общества молодёжи» (англ. Ashoka: Innovators for the Public Youth Venture) и организации англ. Get America Working!.
Член Американского философского общества (2019), доктор права Йеля.
В 2005 году Дрейтон назван журналом U.S. News & World Report одним из «25 лучших американских лидеров» (англ. America's 25 Best Leaders).
Он является также обладателем других наград и почётных званий.
Биллу Дрейтону приписывают ввод в оборот и популяризацию термина социальное предпринимательство.

Дрейтон описывает социальное предпринимательство словами:

Социальные предприниматели не довольствуются только тем, чтобы дать рыбу или научить ловить рыбу. Они не успокоятся, пока не осуществят революцию в рыбной промышленности.
Оригинальный текст (англ.)Social entrepreneurs are not content just to give a fish or teach how to fish. They will not rest until they have revolutionized the fishing industry.
— Билл Дрейтон, Leading Social Entrepreneurs Changing the World

## Биография
Его мать была эмигранткой из Австралии, отец родился в США.
Учился в престижной Академии Филлипса в Андовере, после окончания которой поступил в Гарвард, где получил степень бакалавра в 1965 году.
В 1967 году получил степень магистра MA в оксфордском Баллиол-колледже.
Степень доктора права JD получил в Йельской школе права в 1970 году.
Во время учёбы отметился рядом заметных социальных инициатив.
После окончания обучения поступил в международную консалтинговую организацию McKinsey & Company, где проработал почти десять лет.
В годы президентства Дж. Картера (1977—1981) Дрейтон был помощником администратора Агентства по охране окружающей среды, где он в частности инициировал торговлю квотами на выбросы.
Б. Дрейтон также являлся приглашённым профессором в Гарварде и Стэнфорде. Почётный фелло оксфордского Баллиол-колледжа.
3 июня 1980 года Б. Дрейтон создал некоммерческий фонд «Ашока: Инновации для общества» (англ. Ashoka: Innovators for the Public) и одним из первых начал предлагать поддержку и финансирование социальным предпринимателям.